# Smoke on the Water
"Smoke on the Water" er en sang af den engelske hård rock-gruppe Deep Purple, skrevet af gruppen i december 1971 og udgivet på albummet Machine Head i 1972. Sangen er en af gruppens mest kendte, og guitarriffet, der spilles af Ritchie Blackmore, er et af rockmusikkens bedst kendte.

## Historien bag sangen
I december 1971 rejste gruppen til Montreux i Schweiz for at indspille størstedelen af deres kommende album.  Aftenen før indspilningerne skulle begynde, gav Frank Zappa koncert i kasinoet. Under Zappas koncert gik der ild i kasinoet, fordi der blev affyret en signalpistol indendørs, og det nedbrændte.  Gruppen blev derfor nødt til at finde et andet indspilningssted, og endte med at leje Grand Hotel, der var vinterlukket.  Her opsatte de et mobilt studie og gennemførte indspilningerne.  Musikken til "Smoke on the Water" var allerede indspillet, og branden inspirerede dem til sangteksten.  Vokalsporet blev indspillet på hotellet.
| Musik | Spire Denne musikartikel er en spire som bør udbygges. Du er velkommen til at hjælpe Wikipedia ved at udvide den. |